# Juillet 1898

## Événements
- 1er juillet :
  - Bataille de la colline de San Juan, à Santiago.
  - Le Royaume-Uni occupe le port de Weihai Wei au Shandong et obtient un droit de préemption sur le bassin du Yangzi Jiang. Il loue Hong Kong à la Chine pour quatre-vingt-dix-neuf ans.
- 3 juillet : bataille de Santiago de Cuba
- 7 juillet :
  - L’annexion d’Hawaï et de Wake par les États-Unis est approuvée par le Congrès.
  - Annexion de Hawaii par les États-Unis.
- 7 - 13 juillet : première édition de la course automobile Paris-Amsterdam-Paris. Fernand Charron s’impose sur une Panhard. (25 concurrents).

.

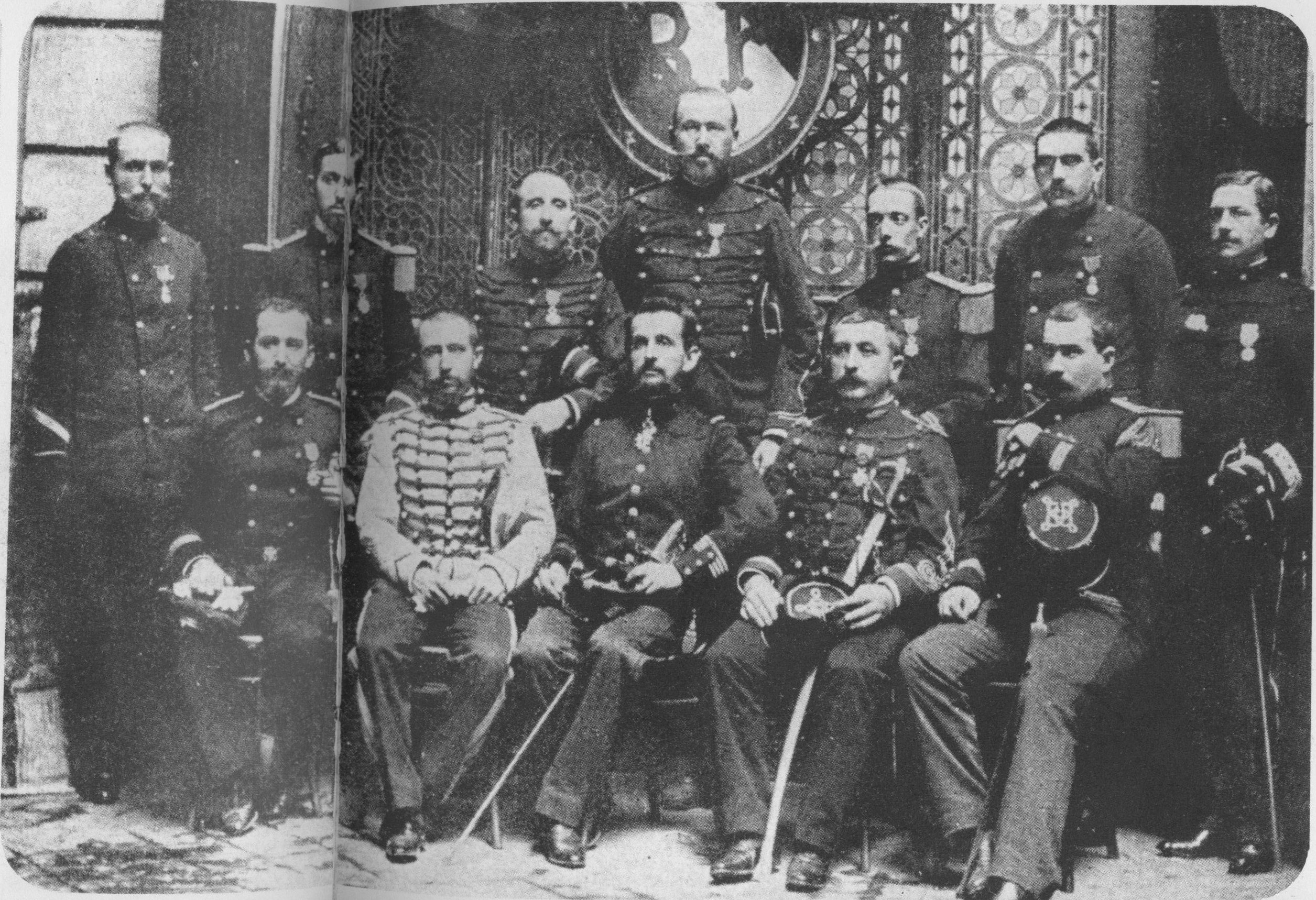
Marchand et ses compagnons.

- 10 juillet : début de la Crise de Fachoda, tensions franco-britanniques sur le Soudan (juillet-novembre). les Français de la mission Marchand arrivent à Fachoda sur le Nil Blanc. L’expédition française illustre les méthodes de colonisations qui prévalent au Soudan central : cette unité d’une centaine d’homme vivant sur le pays est destinée non pas à réaliser l’occupation effective, mais à installer un réseau de petites garnisons capables de garantir les territoires de la convoitise britanniques.
  - La crise de Fachoda renforce l’antagonisme franco-britannique en Égypte. La France entrave l’action de Londres en faisant passer sous sa protection consulaire de nombreux responsables nationalistes par le système des capitulations.
- 15 juillet : capitulation des troupes espagnoles à Cuba.
- 16 juillet : Cuba est délivrée. Santiago tombe aux mains des Américains. Les Espagnols engagent des préliminaires de paix.
- 18 juillet : second procès d'Émile Zola, condamné, il s'exile à Londres.
- 19 juillet : échec de la révolte de l’ethnie des Héhé, dirigée par le chef Mkwawa contre la « pacification » allemande (Zambie). Mkwawa bat à deux reprises les colons, mais ceux-ci finissent par prendre la capitale Kalinga et décapitent Mkwawa. Dans la région de Bagamoyo, les soulèvements de Gogo et des Chaga sont réprimés de la même façon par les troupes allemandes.
- 22 juillet : Djibouti devient une colonie française et prend le nom de « Côte française de Somalis ».
- 23 juillet :  Entrée en service du SMS Hertha (1897)
  - Naissance de Marcel Dhièvre artiste ayant décoré la Maison du Petit-Paris
  - Louis Halflants (mort le 24 mai 1984), peintre brabançon
  - Norman Dutton (mort le 15 mars 1987), joueur professionnel, entraîneur et dirigeant de hockey sur glace canadien
- 26 juillet : Édouard Laferrière est nommé gouverneur général de l’Algérie (fin en 1900)
- 30 juillet : création de la Société des Chemins de Fer Vicinaux du Mayumbe au Congo[1].

## Naissances
- 4 juillet : Gertrude Weaver, supercentenaire américaine († 6 avril 2015).
- 7 juillet : Ernest Joseph Marie Vila, militaire et résistant français († 21 décembre 1950).
- 17 juillet : Berenice Abbott, photographe américaine († 9 décembre 1991).
- 19 juillet :
  - Herbert Marcuse, philosophe américain († 29 juillet 1979).
  - Joaquín Peinado, peintre espagnol († 13 février 1975).
- 22 juillet : Alexander Calder, artiste américain († 11 novembre 1976).
- 23 juillet : 
  - Louis Halflants (mort le 24 mai 1984), peintre brabançon
  - Norman Dutton (mort le 15 mars 1987), joueur professionnel, entraîneur et dirigeant de hockey sur glace canadien
  - Marcel Dhièvre,  artiste ayant décoré la Maison du Petit-Paris

- 27 juillet :  Camille, Georges Ruff, résistant français († 9 juillet 1942).
- 30 juillet : Henry Moore, sculpteur britannique († 31 août 1986).

## Décès
- 4 juillet : Auguste Allongé, peintre et dessinateur français (° 19 mars 1833).
- 14 juillet : Louis-François Richer Laflèche, évêque de Trois-Rivières.
- 23 juillet :
  - Leopold Janauschek (né le 13 octobre 1827), moine cistercien de Heiligenkreuz et historien autrichien
  - Édouard Deperthes (né le 31 juillet 1833), architecte français
  - Achille Desurmont (né le 23 décembre 1828), prêtre français rédemptoriste ascétique et écrivain
- 25 juillet : Nicolas Swertschkoff, peintre russe (° 6 mars 1817).
- 30 juillet : Otto Eduard Leopold von Bismarck, chancelier allemand.